# Megalestes suensoni
Megalestes suensoni är en trollsländeart som beskrevs av Syoziro Asahina 1956. Megalestes suensoni ingår i släktet Megalestes och familjen Synlestidae. Inga underarter finns listade i Catalogue of Life.